# As I Came of Age
As I came of Age è un album registrato dal soprano inglese Sarah Brightman.
Si tratta di un album contenente canzoni molto diverse tra loro, come Good Morning Starshine dal musical Hair, Yesterday di Aimee Mann, Love Changes Everything tratta dal musical Aspects of Love di Lloyd Webber, e Some Girls di Lisa Burns e Sal Maida.
L'album è stato prodotto da Val Garay e registrato tra il novembre 1988 e l'ottobre 1989.
La copertina presenta una fotografia di Robert Blakeman di Sarah, un fotomontaggio su "The Kings 'Orchard".

## Tracce
1. The River Cried (Billy Steinberg / Tom Kelly)
2. Something To Believe In (Phil Palmer / Paul Bliss)
3. As I Came Of Age (Lisa Burns / Sal Maida)
4. Take My Life (Billy Steinberg / Tom Kelly / Andrew Lloyd Webber)
5. Some Girls (Lisa Burns / Sal Maida)
6. Brown Eyes (Phil Everly / John Durrill)
7. Love Changes Everything (Andrew Lloyd Webber / Don Black / Charles Hart)
8. Good Morning Starshine (James Rado / Gerome Ragni / Galt MacDermot)
9. Alone Again Or" (Bryan MacLean)
10. Yesterday (You Stopped Crying) (Aimee Mann)
11. Bowling Green (Phil Everly / Terri Slater)
12. It Must Be Tough... To Be That Cool (Charlotte Deaver)

## Singoli
- Something to Believe In (1990)